# Æthelwald Moll di Northumbria
Æthelwald Moll (... – dopo il 765) regnò sulla Northumbria (Inghilterra) dal 759 al 765.

## Biografia
Prese il potere dopo l'assassinio di re Oswulf, figlio di Eadberht. Non si sa quali connessioni avesse con la dinastia regnante in Northumbria. Forse era solo membro di una potente famiglia di nobili o forse apparteneva alla dinastia di Deira e non a quella di Bernicia. Potrebbe essere identificato col patrizio Moll a cui re Eadberht e il fratello Ecgbert concessero i monasteri di Stonegrave, Coxwold e Donaemuthe, tutti nell'odierno Yorkshire.
Æthelwald affrontò almeno una rivolta, quella guidata da Oswine, forse fratello di Oswulf. Il 30 ottobre 765 a Witenagemot i nobili northumbriani lo deposero e lo rimpiazzarono con Alhred, un parente del predecessore. Æthelwald entrò o fu costretto a entrare allora in monastero. Fu il padre di Æthelred, che poi divenne re.

## Famiglia e figli
Il matrimonio di Æthelwald con un Æthelthryth è registrato nel 762 a Catterick da Simeone di Durham. Essi ebbero un figlio:
- Æthelred, che divenne poi re